# Liste des sites classés et inscrits de l'Essonne
Cet article recense les sites classés ou inscrits  en Essonne, en France.

## Liste

### Sites classés
| Réf.  | Site                                                                                   | Communes | Notes                                     | Superficie (ha) | Date               | Coordonnées                      | Photo |
| ----- | -------------------------------------------------------------------------------------- | --- | ----------------------------------------- | --------------- | ------------------ | -------------------------------- | ----- |
| 2005  | Vallée de la Bièvre                                                                    | Buc, Guyancourt, Jouy-en-Josas, Les Loges-en-Josas, Versailles, Bièvres, Igny, Massy, Vauhallan, Verrières-le-Buisson                                                                        | Également dans les Yvelines               | 2 234,05        | 7 juillet 2000     | 48° 45′ 37″ nord, 2° 11′ 35″ est |       |
| 3201  | Cèdre                                                                                  | Ris-Orangis | Dans le square de la mairie               | 0,07            | 20 février 1932    | 48° 39′ 13″ nord, 2° 25′ 00″ est |       |
| 5612  | Bois de Chevincourt et d'Aigrefoin                                                     | Saint-Rémy-lès-Chevreuse, Gif-sur-Yvette | Également dans les Yvelines               | 84,78           | 25 mai 1949        | 48° 42′ 35″ nord, 2° 06′ 37″ est |       |
| 6144  | Porte de Paris et place                                                                | Arpajon |                                           | 0,07            | 14 mars 1944       | 48° 35′ 35″ nord, 2° 14′ 48″ est |       |
| 6151  | Parc d'Avaucourt                                                                       | Athis-Mons |                                           | 10,73           | 11 décembre 1942   | 48° 42′ 21″ nord, 2° 23′ 18″ est |       |
| 6211  | Parc du château de Villiers et avenue de tilleuls                                      | Draveil |                                           | 28,07           | 18 mai 1942        | 48° 40′ 45″ nord, 2° 24′ 19″ est |       |
| 6230  | Bois de Guinette                                                                       | Étampes |                                           | 1,66            | 20 février 1932    | 48° 26′ 02″ nord, 2° 09′ 30″ est |       |
| 6269  | Allée des marronniers du château de Lormoy                                             | Longpont-sur-Orge, Montlhéry |                                           | 3,56            | 8 mai 1935         | 48° 38′ 10″ nord, 2° 17′ 11″ est |       |
| 6305  | Falunière de Morigny                                                                   | Morigny-Champigny |                                           | 0,2             | 25 juin 1990       | 48° 27′ 21″ nord, 2° 11′ 27″ est |       |
| 6312  | Domaine de Launay                                                                      | Bures-sur-Yvette, Gif-sur-Yvette, Orsay |                                           | 124,48          | 10 novembre 1959   | 48° 42′ 15″ nord, 2° 10′ 12″ est |       |
| 6357  | Château, parc et jardins de Verrières                                                  | Verrières-le-Buisson |                                           | 3,71            | 21 août 1959       | 48° 44′ 47″ nord, 2° 16′ 06″ est |       |
| 6369  | Château, parc et bois                                                                  | Villiers-le-Bâcle |                                           | 44,34           | 1er septembre 1966 | 48° 43′ 15″ nord, 2° 07′ 42″ est |       |
| 6374  | Pavillon Choiseul et le Benoist-Préau                                                  | Viry-Châtillon |                                           | 6,61            | 18 septembre 1973  | 48° 40′ 03″ nord, 2° 22′ 33″ est |       |
| 6810  | Parc du château                                                                        | Écharcon |                                           | 32,62           | 18 mai 1976        | 48° 34′ 12″ nord, 2° 24′ 34″ est |       |
| 6811  | Pont des Templiers                                                                     | Longjumeau |                                           | 3,52            | 24 août 1973       | 48° 40′ 34″ nord, 2° 18′ 31″ est |       |
| 6812  | Domaine de Villebouzin                                                                 | Longpont-sur-Orge |                                           | 7,89            | 27 juillet 1976    | 48° 39′ 26″ nord, 2° 16′ 56″ est |       |
| 6813  | Vallée de la Mérantaise                                                                | Châteaufort, Magny-les-Hameaux, Saint-Rémy-lès-Chevreuse, Voisins-le-Bretonneux, Gif-sur-Yvette, Saint-Aubin, Villiers-le-Bâcle                                                              | Également dans les Yvelines               | 698,06          | 3 septembre 1976   | 48° 43′ 43″ nord, 2° 05′ 34″ est |       |
| 6865  | Parc et château de Chamarande                                                          | Chamarande |                                           | 97,8            | 9 juin 1977        | 48° 30′ 34″ nord, 2° 13′ 15″ est |       |
| 6895  | Parc du château de Lormoy                                                              | Longpont-sur-Orge, Saint-Michel-sur-Orge |                                           | 46,56           | 31 août 1978       | 48° 38′ 11″ nord, 2° 17′ 31″ est |       |
| 6961  | Parc Camille-Flammarion                                                                | Juvisy-sur-Orge |                                           | 1,72            | 23 mai 1980        | 48° 41′ 36″ nord, 2° 22′ 19″ est |       |
| 6965  | Parc du château du Séminaire                                                           | Morsang-sur-Orge, Savigny-sur-Orge |                                           | 34,03           | 18 juin 1980       | 48° 40′ 03″ nord, 2° 20′ 54″ est |       |
| 7000  | Propriété Le Buet                                                                      | Yerres |                                           | 2,86            | 7 janvier 1981     | 48° 43′ 03″ nord, 2° 29′ 12″ est |       |
| 7017  | Parc du château de Grande Maison                                                       | Bures-sur-Yvette |                                           | 6,33            | 1er février 1985   | 48° 41′ 44″ nord, 2° 09′ 34″ est |       |
| 7018  | Propriétés Le Carmel et Sainte-Thérèse                                                 | Montgeron |                                           | 10,58           | 26 août 1982       | 48° 42′ 32″ nord, 2° 27′ 25″ est |       |
| 7019  | Rives de l'Yerres, île des Prévots et prairie de Chalandray                            | Crosne, Montgeron |                                           | 0,96            | 7 juillet 1982     | 48° 42′ 37″ nord, 2° 27′ 38″ est |       |
| 7195  | Vallée de la Renarde                                                                   | Boissy-le-Sec, Breux-Jouy, La Forêt-le-Roi, Les Granges-le-Roi, Mauchamps, Richarville, Roinville, Saint-Chéron, Saint-Sulpice-de-Favières, Saint-Yon, Sermaise, Souzy-la-Briche, Villeconin |                                           | 2 813,49        | 16 décembre 1987   | 48° 31′ 24″ nord, 2° 08′ 25″ est |       |
| 7270  | Parc de Jeurre                                                                         | Morigny-Champigny |                                           | 64,85           | 25 juin 1990       | 48° 27′ 54″ nord, 2° 11′ 16″ est |       |
| 7272  | Moyenne vallée de l'Essonne                                                            | Boigneville, Boutigny-sur-Essonne, Buno-Bonnevaux, Courdimanche-sur-Essonne, Gironville-sur-Essonne, Maisse, Prunay-sur-Essonne, Vayres-sur-Essonne                                          |                                           | 4 344,86        | 28 novembre 1991   | 48° 22′ 54″ nord, 2° 23′ 11″ est |       |
| 7380  | Propriété Randriamahefa-Charon                                                         | Linas |                                           | 0,99            | 12 février 1993    | 48° 37′ 58″ nord, 2° 16′ 03″ est |       |
| 7433  | Mairie et place                                                                        | Arpajon |                                           | 0,29            | 14 mars 1944       | 48° 35′ 25″ nord, 2° 14′ 53″ est |       |
| 7434  | Domaine de Chilly-Mazarin                                                              | Chilly-Mazarin | Pièce d'eau, nymphée, douves sud, colonne | 1,48            | 4 août 1953        | 48° 41′ 57″ nord, 2° 18′ 45″ est |       |
| 7435  | Rocher d'Orveau                                                                        | Orveau |                                           | 4,98            | 20 juin 1951       | 48° 26′ 36″ nord, 2° 17′ 35″ est |       |
| 7452  | Château de Courson et parc                                                             | Courson-Monteloup |                                           | 47,84           | 18 mai 1976        | 48° 35′ 49″ nord, 2° 08′ 48″ est |       |
| 9805  | Vallée de la Juine et ses abords                                                       | Auvers-Saint-Georges, Bouray-sur-Juine, Cerny, Chamarande, Étréchy, Itteville, Janville-sur-Juine, Lardy, Morigny-Champigny, Saint-Vrain, Torfou                                             |                                           | 4 917,86        | 18 juillet 2003    | 48° 30′ 44″ nord, 2° 14′ 19″ est |       |
| 10001 | Vallée de l'Yerres aval et ses abords entre Villeneuve-Saint-Georges et Varennes-Jarcy | Boussy-Saint-Antoine, Brunoy, Crosne, Épinay-sous-Sénart, Quincy-sous-Sénart, Varennes-Jarcy, Yerres, Mandres-les-Roses, Périgny, Villeneuve-Saint-Georges                                   | Également dans le Val-de-Marne            | 640,3           | 23 décembre 2006   | 48° 42′ 12″ nord, 2° 31′ 42″ est |       |

### Sites inscrits
| Réf. | Site                                               | Communes | Notes | Superficie (ha) | Date                                          | Coordonnées                      | Photo |
| ---- | -------------------------------------------------- | --- | --- | --------------- | --------------------------------------------- | -------------------------------- | ----- |
| 3202 | Ponts de Balizy                                    | Longjumeau | | 0,53            | 20 février 1932                               | 48° 40′ 34″ nord, 2° 18′ 31″ est |       |
| 4206 | Parc et château de Villiers                        | Draveil | | 14,39           | 18 janvier 1942                               | 48° 40′ 45″ nord, 2° 24′ 19″ est |       |
| 4602 | Ceinture des boulevards et place de l'église       | Milly-la-Forêt | Comprend les boulevards du Maréchal-Liautey, du Maréchal-Foch et du Maréchal-Joffre                                 | 2,46            | 18 janvier 1946                               | 48° 24′ 09″ nord, 2° 27′ 55″ est |       |
| 5001 | Forêt des Trois-Pignons                            | Achères-la-Forêt, Arbonne-la-Forêt, Noisy-sur-École, Le Vaudoué, Milly-la-Forêt | Également en Seine-et-Marne                                                                                         | 3 357,78        | 25 juin 1943                                  | 48° 22′ 50″ nord, 2° 31′ 37″ est |       |
| 5561 | Vallée de Chevreuse                                | Auffargis, Cernay-la-Ville, Châteaufort, Chevreuse, Choisel, Coignières, Dampierre-en-Yvelines, Les Essarts-le-Roi, Lévis-Saint-Nom, Magny-les-Hameaux, Le Mesnil-Saint-Denis, Milon-la-Chapelle, Montigny-le-Bretonneux, Saint-Forget, Saint-Lambert, Saint-Rémy-lès-Chevreuse, Senlisse, Trappes, Voisins-le-Bretonneux, Boullay-les-Troux, Bures-sur-Yvette, Gif-sur-Yvette, Gometz-le-Châtel, Gometz-la-Ville, Les Molières, Orsay, Saint-Aubin, Villiers-le-Bâcle | Également dans les Yvelines                                                                                         | 10 390,81       | 8 novembre 1973                               | 48° 41′ 48″ nord, 2° 01′ 58″ est |       |
| 5573 | Vallée de la Bièvre                                | Buc, Guyancourt, Jouy-en-Josas, Les Loges-en-Josas, Bièvres, Igny, Saclay, Verrières-le-Buisson | Également dans les Yvelines                                                                                         | 1 335,1         | 4 mai 1972                                    | 48° 45′ 37″ nord, 2° 11′ 35″ est |       |
| 5828 | Vallée de la Rémarde                               | Longvilliers, Rochefort-en-Yvelines, Saint-Arnoult-en-Yvelines, Sonchamp, Breuillet, Dourdan, Saint-Chéron, Saint-Cyr-sous-Dourdan, Le Val-Saint-Germain | Également dans les Yvelines                                                                                         | 5 481,88        | 16 février 1972                               | 48° 34′ 39″ nord, 2° 01′ 18″ est |       |
| 6145 | Maisons voisines de la Porte de Paris              | Arpajon | | 0,22            | 14 mars 1944                                  | 48° 35′ 35″ nord, 2° 14′ 49″ est |       |
| 6147 | Place du Marché et rues avoisinantes               | Arpajon | | 1,08            | 18 décembre 1974                              | 48° 35′ 19″ nord, 2° 15′ 00″ est |       |
| 6148 | Place de la Mairie et ses abords                   | Arpajon | | 1               | 14 mars 1944                                  | 48° 35′ 25″ nord, 2° 14′ 55″ est |       |
| 6150 | Château et parc                                    | Athis-Mons | | 23,04           | 12 décembre 1942                              | 48° 42′ 20″ nord, 2° 23′ 26″ est |       |
| 6152 | Propriété du Clos Pérault                          | Athis-Mons | | 9,75            | 31 décembre 1942                              | 48° 42′ 42″ nord, 2° 23′ 49″ est |       |
| 6154 | Vallée de la Juine                                 | Auvers-Saint-Georges, Avrainville, Boissy-sous-Saint-Yon, Bouray-sur-Juine, Cerny, Chamarande, Chauffour-lès-Étréchy, Cheptainville, Étréchy, Itteville, Janville-sur-Juine, Lardy, Morigny-Champigny, Saint-Vrain, Torfou, Villeneuve-sur-Auvers | | 4 164,47        | 25 octobre 1974                               | 48° 30′ 44″ nord, 2° 14′ 19″ est |       |
| 6253 | Ancien parc et terrasse de Juvisy                  | Juvisy-sur-Orge | | 2,78            | 11 juillet 1942                               | 48° 41′ 43″ nord, 2° 22′ 28″ est |       |
| 6254 | Parc de Bel-Fontaine                               | Juvisy-sur-Orge | | 3,59            | 11 juillet 1942                               | 48° 41′ 27″ nord, 2° 22′ 18″ est |       |
| 6255 | Plan d'eau et rives de l'Orge                      | Juvisy-sur-Orge | | 0,17            | 11 juillet 1942                               | 48° 41′ 34″ nord, 2° 22′ 38″ est |       |
| 6263 | Partie de la forêt de Frileuse                     | Limours | | 19,32           | 9 mars 1939                                   | 48° 38′ 54″ nord, 2° 04′ 56″ est |       |
| 6276 | Domaine de Vilgénis                                | Massy | | 42,26           | 18 juin 1948                                  | 48° 43′ 51″ nord, 2° 14′ 36″ est |       |
| 6286 | Parc du château du Rousset                         | Milly-la-Forêt | | 6,62            | 18 janvier 1946                               | 48° 24′ 13″ nord, 2° 27′ 29″ est |       |
| 6310 | Château de la Bonde, maison Jean-Cocteau et église | Milly-la-Forêt | | 2,35            | 20 décembre 1972                              | 48° 23′ 56″ nord, 2° 27′ 50″ est |       |
| 6314 | Abords du rocher d'Orveau                          | Orveau | | 21,46           | 20 juin 1951                                  | 48° 26′ 36″ nord, 2° 17′ 35″ est |       |
| 6319 | Extension du site de la vallée de la Rémarde       | Angervilliers, Saint-Maurice-Montcouronne, Le Val-Saint-Germain, Vaugrigneuse | | 828,35          | 11 septembre 1974                             | 48° 35′ 01″ nord, 2° 05′ 20″ est |       |
| 6373 | Pavillon Choiseul et autres bâtiments              | Viry-Châtillon | Comprend le pavillon Choiseul, le couvent Benoist-Préau, l'abbaye, l'institut Saint-Clément et l'église Saint-Denis | 19,43           | 18 décembre 1972                              | 48° 40′ 03″ nord, 2° 22′ 24″ est |       |
| 6379 | Château de la Grange                               | Yerres | | 111,77          | 13 avril 1960                                 | 48° 43′ 33″ nord, 2° 29′ 43″ est |       |
| 6808 | Rives de la Seine                                  | Athis-Mons, Corbeil-Essonnes, Le Coudray-Montceaux, Draveil, Étiolles, Évry-Courcouronnes, Grigny, Juvisy-sur-Orge, Morsang-sur-Orge, Ris-Orangis, Saint-Germain-lès-Corbeil, Saint-Pierre-du-Perray, Saintry-sur-Seine, Soisy-sur-Seine, Vigneux-sur-Seine, Viry-Châtillon | | 3 450,27        | 19 août 1976 modifié par arrêté du 26.06.1985 | 48° 38′ 15″ nord, 2° 27′ 09″ est |       |
| 6809 | Abords du parc du château                          | Courson-Monteloup | | 84,03           | 10 décembre 1976                              | 48° 35′ 49″ nord, 2° 08′ 48″ est |       |
| 6856 | Vallée de la Renarde                               | Boissy-le-Sec, Breuillet, Breux-Jouy, La Forêt-le-Roi, Les Granges-le-Roi, Mauchamps, Roinville, Saint-Chéron, Saint-Sulpice-de-Favières, Saint-Yon, Sermaise, Souzy-la-Briche, Villeconin | | 653,18          | 1er juin 1977                                 | 48° 31′ 24″ nord, 2° 08′ 25″ est |       |
| 6858 | Vallées de la Chalouette et de la Louette          | Boutervilliers, Chalo-Saint-Mars, Chalou-Moulineux, Étampes, Saint-Hilaire | | 2 207,76        | 5 juillet 1977                                | 48° 25′ 45″ nord, 2° 04′ 52″ est |       |
| 6863 | Centre ancien                                      | Dourdan | | 27,8            | 30 décembre 1977                              | 48° 31′ 44″ nord, 2° 00′ 49″ est |       |
| 6867 | Parc du château de Chanteloup                      | Saint-Germain-lès-Arpajon | | 52,96           | 30 août 1977                                  | 48° 36′ 04″ nord, 2° 15′ 03″ est |       |
| 6894 | Vallée de l'École                                  | Courances, Dannemois, Milly-la-Forêt, Moigny-sur-École | | 1 473,8         | 22 mars 1978                                  | 48° 26′ 39″ nord, 2° 28′ 14″ est |       |
| 6928 | Cimetière russe                                    | Fleury-Mérogis, Sainte-Geneviève-des-Bois | | 109,8           | 13 novembre 1979                              | 48° 37′ 42″ nord, 2° 20′ 43″ est |       |
| 6957 | Haute vallée de la Juine                           | Abbéville-la-Rivière, Arrancourt, Boissy-la-Rivière, Étampes, Fontaine-la-Rivière, Guillerval, Méréville, Saclas, Saint-Cyr-la-Rivière | | 3 131,38        | 5 février 1980                                | 48° 21′ 50″ nord, 2° 08′ 28″ est |       |
| 6963 | Centre ancien                                      | Milly-la-Forêt | | 27,74           | 24 décembre 1980                              | 48° 24′ 08″ nord, 2° 28′ 08″ est |       |
| 7006 | Hameau de Rouillon                                 | Dourdan, Saint-Cyr-sous-Dourdan | | 574,57          | 13 août 1981                                  | 48° 33′ 16″ nord, 2° 00′ 01″ est |       |
| 7099 | Hameau de Blancheface                              | Sermaise | | 3,97            | 13 février 1985                               | 48° 31′ 40″ nord, 2° 05′ 44″ est |       |